# 孫瑜
孫 瑜（そん ゆ）は、中国後漢末期の武将。字は仲異。父は孫静。兄は孫暠。弟は孫皎・孫奐・孫謙。従弟は孫権。子は孫弥・孫熙・孫燿・孫曼・孫紘。『三国志』呉志に伝がある。

## 生涯
恭儀校尉となり兵士を預かった。揚州西部出身者を中心に、謙虚な姿勢で人材を求め、鄭重に振舞ったため、人々の歓心を得るようになった。孫策の急死後に兄が反乱未遂を起こし失脚し、父もまもなく引退したが、孫瑜は引き続き孫権に重用された。孫権の弟の孫翊が部下に殺された後、建安9年（204年）に丹陽太守に任命された。人望が厚く、1万の兵を集めた。
建安11年（206年）、周瑜と共に麻・保の砦を破った。周瑜は特に孫瑜のことを信頼していたため、後に益州を攻め取ろうと画策したとき、攻め取った益州を孫瑜に任すことを想定していた（「周瑜伝」）。作戦が実行に移されると、孫瑜は孫権の命を受けて水軍を率いたが、周瑜の死で益州攻略が御破算となったため、引き返して夏口の守備を固めた。
曹操が濡須に攻め寄せると、その撃退の軍に加わった。孫権が盛んに討って出ようとしたが、孫瑜は自重を奨めた。孫権はその言葉に従わず戦闘を開始したが、結局何の戦果も挙げることはできなかった。
後に、孫権が揚州北部に進出するようになると、奮威将軍に軍位が進み、丹陽太守のまま駐屯地を溧陽から牛渚に移すことになった。孫瑜が部下を県令に任命し、それぞれに命じて九江郡・廬江郡に降伏を呼びかけさせたところ、両郡は降伏することとなった。
馬普という学問に長けた部下を優遇し、自身だけではなく他の部下にも学問を学ばせた。古典を諳んじるほどであったという。
建安20年（215年）、39歳で死去。軍権の多くは弟の孫皎が引き継いだ。5人の子が侯となり、孫曼は将軍になった。